# Klippborstsvansar
Klippborstsvansar (Machilidae) är en familj primitiva insekter i ordningen hoppborstsvansar. Familjen innehåller omkring 250 kända arter världen över.
Klippborstsvansar saknar vingar och har en långsträckt, mer eller mindre cylindrisk kropp som är avsmalnande baktill. Vid bakkroppens spets finns tre utskott, eller analspröt, varav det i mitten är tydligt längre än de två yttersta. På kroppen finns små, tätt sittande fjäll. Insekterna är mönstrade i gulbruna till mörkgrå färger. 
Utvecklingen från ägg till imago sker genom ofullständig förvandling. Honan lägger äggen i små grupper i skydd av någon spricka. Nymferna, som undantaget den mindre storleken utseendemässigt påminner om de fullbildade insekterna, når imagostadiet inom två år. Livslängden för en individ kan nå upp till fyra år.
Vanliga livsmiljöer för klippborstsvansar är bland vissna löv eller annan delvis nedbruten vegetation och under stenar. Födan för flertalet arter består främst av rester av växter, alger och lavar.